# 대한민국의 종교정당
대한민국의 종교 정당은 대한민국의 정당사에서 각 종교에서 종교적 목적을 위해 이루어진 정당의 한 계통이다. 대한민국에서는 기독교와 불교계, 통일교계 등이 중심으로 정당이 창당되었다. 그러나 이러한 종교정당은 종교의 정치참여에 비판적인 국민들의 성향과 종교의 자유에 기초한 국교를 인정하지 않고 종교와 정치를 분리한다는 헌법에 의해 세가 크게 확산되지는 못했다.

## 목록

### 불교 정당
- 국태민안호국당

호국당(護國黨)은 승려 김길수가 창당한 불교계열 정당이다. 2002년 김길수는 대선에 참여했고 51,104표를 얻어 5위를 기록했다. 대선 이후 뚜렷한 활동없이 해산되었다.
- 불교정도화합통일연합당

승려 장주(속명 이재열)를 중심으로 창당된 불교정당이다. 대한민국 제19대 총선에서 0.16%에 그치면서 등록이 취소되었다. 이후 그린불교연합당으로 재창당하였다.
- 그린불교연합당

승려 장주(속명 이재열)가 재창당한 정당이다. 이후 2020년 3월 2일 불교연합당으로 당명을 바꿨다가, 송영곤이 이 당을 인수하여 3월 25일 명칭을 미래자영업당으로 바꾸면서 사실상 종교정당이 아니게 되었다.

### 통일교 정당
- 평화통일가정당

평화통일가정당은 2003년 3월 대한민국의 통일교 이념을 바탕으로 활동하는 정당이다. 두 차례 창당하였으나 장기 휴면과 총선에서의 지지율 저조로 인해 정당등록이 취소되었다.

### 개신교 정당

#### 개신교 우파
- 한국기독당 (2004년)

2004년 한국기독당(韓國基督黨)이라는 이름으로 창당된 개신교계열 종교정당이다. 1%를 득표하여 자유민주연합에 다음가는 득표를 하였다.
- 한국기독당 (2012년)

2012년 생긴 한국기독당은 0.17%의 득표를 하여 등록이 취소되었다.
- 기독자유민주당

기독사랑실천당과의 갈등으로 김충립을 대표로 하여 창단된 개신교계열 종교정당이다. 총선을 앞두고 기독사랑실천당과 통합하였으나 대한민국 제19대 총선에서 1%대에 그치면서 등록이 취소되었다.
- 기독자유당

근본주의 극우 기독교 정당이다. 이후 전광훈을 중심으로 한 친(親)전광훈 세력들이 자유통일당 합당에 반대하자 기독자유당에 대거 들어와 명칭도 기독자유통일당으로 변경하였다.
- 대한당

종교 정당의 색채보다는 보수주의 성향이 더 강한 우파 기독교 정당이다. 과거에는 진리대한당이라 불렀다.

#### 개신교 중도
- 기독사랑실천당

기독사랑실천당(基督-實踐黨)은 2004년 한국기독당(韓國基督黨)이라는 이름으로 창당된 개신교계열 종교정당이다. 자유민주주의, 시장경제, 보수적인 개신교 정신을 기본 이념으로 하고 있다. 약칭은 기독당이다. 대표는 2010년 2월 4일 취임한 민승 목사이다. 2011년 김충립 당 대표의 잔여임기를 민승목사가 물려받았으며 경제적 어려움과 비 민주적 운영으로 당내 개혁세력의 저항이 컸고, 2012년 총선을 앞두고 기독민주당(김충립대표)에 흡수 통합되었다. 민승 대표는 2012년 총선 전 승계받은 잔여임기가 끝난 이후에도 당원들의 당 대표선출을 위한 전당대회 요구를 거부하고 기독자유민주당(김충립대표)과 통합을 추진해 당내 개혁세력인 박두식 목사(경기도당위원장), 최바섭 목사(부대변인)의 거친 저항을 받았다.
- 기독당

기독사랑실천당과 기독자유민주당의 통합에 반대한 박두식 목사 세력의 주도로 새로 창당된 정당이다. 과거에는 대북 강경책을 주장하는 등 극우 성향이 강했으며 명칭도 기독민주당이란 이름으로 창당했으나 김현욱 전 장로가 당대표가 된 직후 대북 강경책을 버리기 시작하면서 중도우파적인 경향을 띄게 된다. 2017년에는 명칭도 기독당으로 바뀌었으며 2019년에 국민새정당에 탈당한 중도진보 계열, 국제녹색당과 합당하여 통일민주당을 결성하려고 했으나 끝내 좌절되었다. 다만 개신교 우파의 박두식 목사와 중도의 김현욱 전 장로간의 갈등이 깊어지는 중이다.

## 같이 보기
- 대한민국의 정당
  - 대한민국의 역대 정당
    - 대한민국의 보수정당
    - 대한민국의 민주당계 정당
    - 대한민국의 진보정당